# جورج إسحاق
جورج إسحاق (1938 - 9 يونيو 2023) قيادي في حركة كفاية ومنسقها السابق والمتحدث الرسمي باسمها ومسؤول المحافظات بالجمعية الوطنية للتغيير. ترشّح عن بورسعيد في انتخابات مجلس الشعب المصري 2011-2012 ولكن خسر مقابل أكرم الشاعر.

## النشأة
ولد في بورسعيد، وتخرج من قسم التاريخ كلية الآداب جامعة القاهرة عام 1964م. بدأ حياته بالعمل مدرسًا للتاريخ، ثم خبيرًا تربويًا، ثم تقلد منصب مدير المدارس بمصر لفترة طويلة، وبعدها عين مستشارًا إعلاميًا لها.

## عمله السياسي
عمل إسحاق بعدها في الخدمات العامة على مختلف المستويات والمجالات، حيث شارك في حركات سياسية كثيرة منذ أن كان طفلاً شارك مع الفدائيين في مقاومة الاحتلال، وشارك أيضاً في مقاومة العدوان الثلاثي على مصر، ثم انتقل إلى حزب العمل 1969، وكان يشارك بنفسه في كل المظاهرات التي تنظمها الحركة ليكسر بذلك حواجز الخوف لدى الشعب المصري، فكانت نقطة بدايته، ومنذ أن نشأت هذه الحركة وحتى الآن، لم يفلح النظام في التخلص من صداعها، حيث نظم إسحاق أول مظاهرة في 12 ديسمبر 2004، وخرج بهتافات لم يكن يسمع عنها الشعب المصري من قبل، مثل «كفاية 24 سنة لمبارك» حيث كانت الحركة الأولى من نوعها لمناهضة التوريث.
وتحمّل إسحاق على عاتقه صعوبات بداية إنشاء الكيان وواجه الملاحقات الأمنية والاعتقالات على الرغم من كبر سنه، ولم يكتف بذلك، بل امتدت الضغوط ليواجه كذلك مع بقية زملائه قضايا أخرى، مثل التعديلات الدستورية الأخيرة، حتى وصلت الحركة التي اقتصرت عضويتها في بداية إنشائها على 300 شخص إلى ما يزيد على 20 ألفاً، وأصبح لديه منسقون في 24 محافظة.
ولعل اعتراف جورج إسحاق بحق الإخوان المسلمين في الوجود والمشاركة السياسية، بل مشاركته في أغلب احتفالاتهم ومؤتمراتهم، كان سبباً رئيسياً في تأليب عدد من الأقباط المتشددين عليه، فهاجموه بضراوة، لكنه كان أقوى من الجميع، ولم يجد أي غضاضة في أن يعلن رغبته القوية بأن يكون الاختيار للشعب.
اُختير منسقًا عامًا لحركة «كفاية» بعد البيان التأسيسي لأول مؤتمر عقدته الحركة في سبتمبر 2004.
رسّخ إسحاق مبدأ التداول داخل حركة «كفاية» حين رشح الدكتور عبد الوهاب المسيري، منسقاً عاماً للحركة، خليفة له، فهو شخصية تتمتع بالإحساس العميق بالانتماء الوطني الذي لا يميز بين التيارات المختلفة، التي جعلت العمل معه مسألة في منتهي السهولة.

## إعتقاله
اعتُقل إسحاق في أحداث إضراب 6 أبريل كانت المرة الثانية التي اعتقل فيها، حيث اعتقلته أجهزة الأمن العام الماضي خلال تنظيمه إحدى المظاهرات، لتلقي عليه أجهزة الأمن القبض مساء الأحد الماضي، بعدما اقتحموا شقته بوسط البلد واقتادوه إلى جهة غير معلومة.
أستاذ التاريخ بالتربية والتعليم - مدير مدارس القديس يوسف.

## وفاته
توفي جورج إسحاق في 9 يونيو 2023 عن عمر ناهز الخامسة والثمانين بعد وعكة صحية نقل على إثرها إلى العناية المركزة بأحد المستشفيات. وقد كتب عبد المنعم إمام رئيس حزب العدل عبر صفحته الشخصية على موقع فيسبوك: «قديس العمل الوطنى جورج اسحق.. في ذمة الله».